# Salmo 32

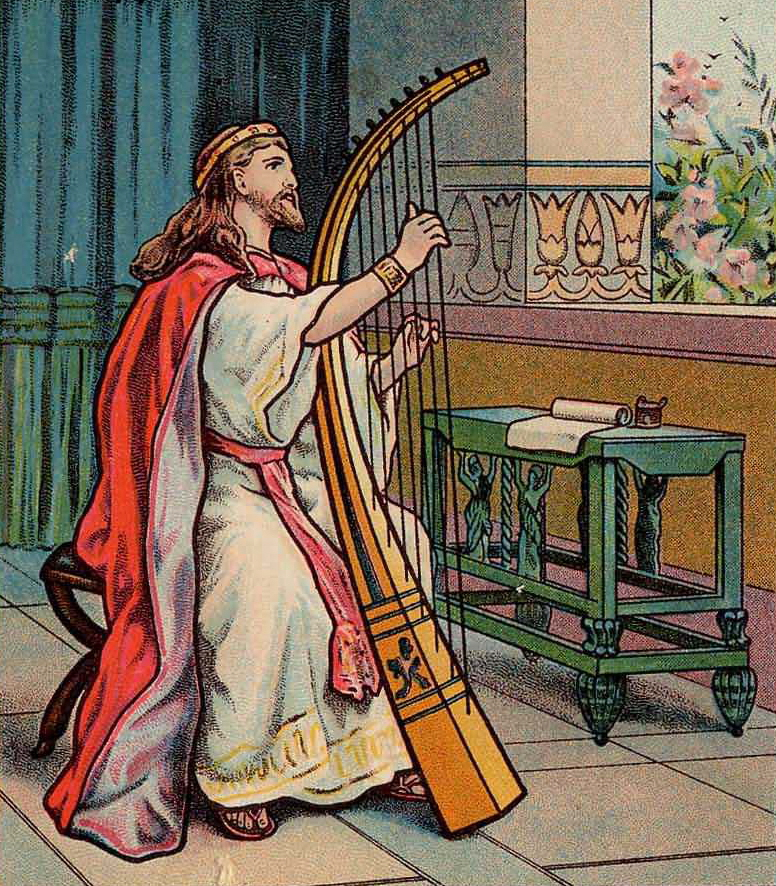
«El gozo de David por el perdón», tarjeta bíblica, 1903

El salmo 32  es, según la numeración hebrea, el trigesimosegundo salmo del Libro de los salmos de la Biblia. Corresponde al salmo 31 según la numeración de la Biblia Septuaginta griega, empleada también en la Vulgata latina. Por este motivo, recogiendo la doble numeración, a este salmo también se le refiere como el salmo 32 (31).
El salmista (tradicionalmente, el rey David ) expresa la alegría de ser liberado de un gran sufrimiento. El salmo se divide en dos partes: en los versículos 1 al 5, el salmista proclama el gozo de ver su falta remitida por Dios, y en los versículos 6 al 11, muestra su confianza en la convicción de que Dios es el guía de la derecha. camino.
El daño sufrido por el salmista es muy duro de soportar, aunque no podemos conocer con precisión su naturaleza. El salmista busca entender de dónde viene, porque en ese momento se entendía la desgracia como consecuencia de los pecados que se habían cometido. Pero lejos de ser una oportunidad para rebelarse, este evento lo lleva a experimentar el perdón de Dios.

## Estructura
Este salmo es uno de los siete salmos penitenciales , ya que se centra en los pecados anteriores del salmista. El salmo en sí no es una oración de arrepentimiento, sino que se consuma una confesión de pecado. También toca temas de poesía de sabiduría, y pertenece a la serie de salmos de acción de gracias de un individuo. Según James Luther Mays , el salmista, en el ejercicio del arrepentimiento enseña a otros de su experiencia y por lo tanto da instrucciones. Se divide en los siguientes segmentos:
1. Versículo 1: Compromiso de arrepentimiento
2. Versículo 3-5: La angustia del salmista
3. Versículo 6: Perdón y amonestación a los demás.
4. Versículo 8: Habla de sabiduría
5. Versículo 10: Resumen de la experiencia
6. Versículo 11: Regocijarse por el perdón de los pecados

## Textos
La siguiente tabla muestra el texto en hebreo del salmo con vocales, junto con el texto en griego koiné de la Septuaginta  y la traducción al español de la Versión del Rey Jacobo. Tenga en cuenta que el significado puede diferir ligeramente entre estas versiones, ya que la Septuaginta y el texto masorético provienen de tradiciones textuales diferentes.  En la Septuaginta, este salmo está numerado como Salmo 31.
| #  | Español                                                                        | Griego | |
| -- | ------------------------------------------------------------------------------ | --- | --- |
| 1  | לְדָוִ֗ד מַ֫שְׂכִּ֥יל אַשְׁרֵ֥י נְֽשׂוּי־פֶּ֗שַׁע כְּס֣וּי חֲטָאָֽה׃                                            | (Un Salmo de David, Maschil.) Bienaventurado aquel cuya transgresión es perdonada, cuyo pecado es cubierto.                                         | Τῷ Δαυΐδ· συνέσεως. - ΜΑΚΑΡΙΟΙ ὧν ἀφέθησαν αἱ ἀνομίαι καὶ ὧν ἐπεκαλύφθησαν αἱ ἁμαρτίαι·                                                                                 |
| 2  | אַ֥שְֽׁרֵי אָדָ֗ם לֹ֤א יַחְשֹׁ֬ב יְהֹוָ֣ה ל֣וֹ עָוֺ֑ן וְאֵ֖ין בְּרוּח֣וֹ רְמִיָּֽה׃                                  | Bienaventurado el hombre a quien el Señor no imputa iniquidad, y en cuyo espíritu no hay engaño.                                                    | μακάριος ἀνήρ, ᾧ οὐ μὴ λογίσηται Κύριος ἁμαρτίαν, οὐδέ ἐστιν ἐν τῷ στόματι αὐτοῦ δόλος.                                                                                 |
| 3  | כִּֽי־הֶ֭חֱרַשְׁתִּי בָּל֣וּ עֲצָמָ֑י בְּ֝שַׁאֲגָתִ֗י כׇּל־הַיּֽוֹם׃                                             | Cuando guardaba silencio, mis huesos envejecían por mis rugidos todo el día.                                                                        | ὅτι ἐσίγησα, ἐπαλαιώθη τὰ ὀστᾶ μου ἀπὸ τοῦ κράζειν με ὅλην τὴν ἡμέραν·                                                                                                  |
| 4  | כִּ֤י ׀ יוֹמָ֣ם וָלַיְלָה֮ תִּכְבַּ֥ד עָלַ֗י יָ֫דֶ֥ךָ נֶהְפַּ֥ךְ לְשַׁדִּ֑י בְּחַרְבֹ֖נֵי קַ֣יִץ סֶֽלָה׃                         | Porque día y noche pesó sobre mí tu mano: mi humedad se convirtió en sequía de verano.Selah.                                                        | ὅτι ἡμέρας καὶ νυκτὸς ἐβαρύνθη ἐπ᾿ ἐμὲ ἡ χείρ σου, ἐστράφην εἰς ταλαιπωρίαν ἐν τῷ ἐμπαγῆναί μοι ἄκανθαν. (διάψαλμα).                                                    |
| 5  | חַטָּאתִ֨י אוֹדִ֪יעֲךָ֡ וַעֲ֘וֺנִ֤י לֹֽא־כִסִּ֗יתִי אָמַ֗רְתִּי אוֹדֶ֤ה עֲלֵ֣י פְ֭שָׁעַי לַיהֹוָ֑ה וְאַתָּ֨ה נָ֘שָׂ֤אתָ עֲוֺ֖ן חַטָּאתִ֣י סֶֽלָה׃ | Te reconozco mi pecado, y mi iniquidad no he escondido. Dije: Confesaré mis rebeliones al Señor, y tú perdonas la iniquidad de mi pecado.Selah..    | τὴν ἁμαρτίαν μου ἐγνώρισα καὶ τὴν ἀνομίαν μου οὐκ ἐκάλυψα· εἶπα· ἐξαγορεύσω κατ᾿ ἐμοῦ τὴν ἀνομίαν μου τῷ Κυρίῳ· καὶ σὺ ἀφῆκας τὴν ἀσέβειαν τῆς καρδίας μου. (διάψαλμα). |
| 6  | עַל־זֹ֡את יִתְפַּלֵּ֬ל כׇּל־חָסִ֨יד ׀ אֵלֶיךָ֮ לְעֵ֢ת מְ֫צֹ֥א רַ֗ק לְ֭שֵׁטֶף מַ֣יִם רַבִּ֑ים אֵ֝לָ֗יו לֹ֣א יַגִּֽיעוּ׃            | Porque esto orará a ti todo piadoso en el tiempo en que puedas ser hallado; ciertamente en la inundación de las grandes aguas no se acercarán a él. | ὑπὲρ ταύτης προσεύξεται πρὸς σὲ πᾶς ὅσιος ἐν καιρῷ εὐθέτῳ· πλὴν ἐν κατακλυσμῷ ὑδάτων πολλῶν πρὸς αὐτὸν οὐκ ἐγγιοῦσι.                                                    |
| 7  | אַתָּ֤ה ׀ סֵ֥תֶר לִי֮ מִצַּ֢ר תִּ֫צְּרֵ֥נִי רׇנֵּ֥י פַלֵּ֑ט תְּס֖וֹבְבֵ֣נִי סֶֽלָה׃                                    | Tú eres mi escondite; tú me preservarás de la angustia; tú me rodearás con cantos de liberación.Selah.                                              | σύ μου εἶ καταφυγὴ ἀπὸ θλίψεως τῆς περιεχούσης με· τὸ ἀγαλλίαμά μου, λύτρωσαί με ἀπὸ τῶν κυκλωσάντων με. (διάψαλμα).                                                    |
| 8  | אַשְׂכִּֽילְךָ֨ ׀ וְֽאוֹרְךָ֗ בְּדֶֽרֶךְ־ז֥וּ תֵלֵ֑ךְ אִיעֲצָ֖ה עָלֶ֣יךָ עֵינִֽי׃                                    | e instruiré y te enseñaré el camino que has de seguir; te guiaré con mi ojo.                                                                        | συνετιῶ σε καὶ συμβιβῶ σε ἐν ὁδῷ ταύτῃ, ᾗ πορεύσῃ, ἐπιστηριῶ ἐπὶ σὲ τοὺς ὀφθαλμούς μου.                                                                                 |
| 9  | אַל־תִּהְי֤וּ ׀ כְּס֥וּס כְּפֶרֶד֮ אֵ֤ין הָ֫בִ֥ין בְּמֶתֶג־וָרֶ֣סֶן עֶדְי֣וֹ לִבְל֑וֹם בַּ֝֗ל קְרֹ֣ב אֵלֶֽיךָ׃                 | No seáis como el caballo, o como el mulo, que no tienen entendimiento: cuya boca hay que sujetar con freno y brida, para que no se acerquen a ti.   | μὴ γίνεσθε ὡς ἵππος καὶ ἡμίονος, οἷς οὐκ ἔστι σύνεσις, ἐν κημῷ καὶ χαλινῷ τὰς σιαγόνας αὐτῶν ἄγξαις τῶν μὴ ἐγγιζόντων πρὸς σέ.                                          |
| 10 | רַבִּ֥ים מַכְאוֹבִ֗ים לָ֫רָשָׁ֥ע וְהַבּוֹטֵ֥חַ בַּֽיהֹוָ֑ה חֶ֝֗סֶד יְסוֹבְבֶֽנּוּ׃                                    | Muchos dolores tendrá el impío; pero al que confía en el Señor, le rodeará la misericordia.                                                         | πολλαὶ αἱ μάστιγες τοῦ ἁμαρτωλοῦ, τὸν δὲ ἐλπίζοντα ἐπὶ Κύριον ἔλεος κυκλώσει.                                                                                           |
| 11 | שִׂמְח֬וּ בַיהֹוָ֣ה וְ֭גִילוּ צַדִּיקִ֑ים וְ֝הַרְנִ֗ינוּ כׇּל־יִשְׁרֵי־לֵֽב׃                                    | Alegraos en el Señor y regocijaos, justos; y gritad de júbilo todos los rectos de corazón.                                                          | εὐφράνθητε ἐπὶ Κύριον καὶ ἀγαλλιᾶσθε, δίκαιοι, καὶ καυχᾶσθε, πάντες οἱ εὐθεῖς τῇ καρδίᾳ.                                                                                |

## Comentarios

### De la iglesia católica

#### a todo el salmo
El Salmo 32 constituye una «meditación sapiencial» sobre el perdón divino y la dicha del pecador reconciliado con Dios. En estrecha relación temática y lingüística con el Salmo 31, ambos textos parecen enmarcarse en un contexto común de acción de gracias en el Templo, probablemente tras la recuperación de una enfermedad atribuida a la culpa personal. El himno se estructura en varias secciones. Comienza con una proclamación de bienaventuranza dirigida al ser humano cuyo pecado ha sido perdonado (vv. 1-2), subrayando la dicha del alma liberada de culpa. A continuación, el salmista narra su experiencia de sufrimiento físico y espiritual mientras callaba su falta, y cómo la confesión sincera a Dios trajo el alivio del perdón (vv. 3-5). Esta experiencia personal desemboca en una exhortación a todos los fieles a orar a Dios y a confiar en su protección, incluso en medio de las adversidades (vv. 6-7).
El Señor responde con una promesa directa al orante: guiará con sabiduría a quien se deje instruir (v. 8). Se incluye también una advertencia sobre la necesidad de actuar con entendimiento, evitando la obstinación que impide el acceso al perdón (v. 9). Finalmente, el salmo concluye con una exhortación comunitaria a alegrarse en el Señor y a celebrar la justicia y fidelidad de Dios (vv. 10-11). El texto presenta una teología del perdón accesible mediante la confesión sincera y la confianza en la misericordia divina. Dios no impone condiciones legales, sino una actitud interior de arrepentimiento. Esta concepción se anticipa al mensaje evangélico, particularmente reflejado en la parábola del hijo pródigo, donde la reconciliación se produce por la sola iniciativa del retorno al padre.

#### A los versículos 1-7
El Salmo 32 declara bienaventurado al hombre a quien Dios perdona y no le imputa culpa, resaltando la dicha de quien se presenta ante Él con un corazón sincero. El perdón no depende de obras externas, sino de la confesión y la confianza en la misericordia divina. Pablo de Tarso cita los versículos 1-2 en Romanos 4,6,8 para apoyar su enseñanza sobre la justificación por la fe. Recuerda el ejemplo de Abrahán, justificado no por sus obras, sino por creer en Dios. Según Pablo, David ya había anunciado esta verdad al hablar de la felicidad del hombre a quien Dios concede justicia sin exigir méritos. Ambos textos, el salmo y la carta paulina, coinciden en afirmar que la verdadera justicia ante Dios no se gana, se recibe. La fe y el arrepentimiento sincero abren el camino al perdón, que transforma la culpa en gozo y restablece la comunión con Dios.

Bienaventurados aquellos a quienes se les han perdonado los delitos y a quienes se les han cubierto los pecados; bienaventurado el hombre a quien el Señor no le tenga en cuenta su pecado»

Dios ofrece el perdón y la reconciliación a quien se acerca con arrepentimiento sincero. El sufrimiento descrito por el salmista, tanto físico como interior, refleja el peso de la culpa no confesada. Al reconocer su pecado ante Dios, se rompe el silencio que alimentaba su aflicción, y con ello llega el alivio del perdón. La imagen de las «aguas caudalosas» simboliza el peligro inminente del juicio divino, evocando el castigo del diluvio. Sin embargo, el salmista afirma que quien busca a Dios con sinceridad es librado de ese peligro. La experiencia personal del perdón se convierte así en fundamento de una exhortación universal: todos los fieles pueden y deben acudir a Dios, incluso en medio de grandes amenazas. En la perspectiva cristiana, esta enseñanza se realiza plenamente en el sacramento de la Penitencia. Allí, como en el testimonio del salmo, el pecador encuentra consuelo, refugio y alegría al ser absuelto por Dios. La confesión sacramental no solo restaura la paz del alma, sino que fortalece la confianza en la fidelidad divina, representada en la imagen de Dios como escondite seguro y protector en medio de la tribulación.

...contrición y conversión son (…) un acercamiento a la santidad de Dios, un nuevo encuentro de la propia verdad interior, turbada y trastornada por el pecado, una liberación en lo más profundo de sí mismo y, con ello, una recuperación de la alegría perdida, la alegría de ser salvados, que la mayoría de los hombres de nuestro tiempo ha dejado de gustar.

#### A los versículos 8-11
Juan Crisóstomo comentará que este salmo muestra no solo la necesidad de confesar los pecados, sino también la alegría profunda que brota del perdón recibido. Subraya que el salmista no solo habla del alivio de la carga, sino de la transformación interior del alma, que pasa del dolor a la confianza y de la culpa al gozo. Para el obispo de Constantinopla, esta experiencia no es solo individual, sino eclesial: el pecador reconciliado vuelve a formar parte plena de la comunidad de los justos. En el momento culminante del Salmo 32 (v. 8), el Señor mismo toma la palabra —probablemente por medio del sacerdote en el contexto litúrgico— y promete guiar al fiel por el camino recto. Esta intervención divina indica que el perdón no solo restaura, sino que también transforma: Dios no se limita a absolver, sino que se compromete a instruir y conducir al convertido.
Ignorar esta palabra del Señor conduce, según el salmo, a una vida sin entendimiento, marcada por la obstinación y el sufrimiento (v. 9). En cambio, la docilidad a la guía divina y la apertura del corazón traen como consecuencia la alegría plena (vv. 10-11). De este modo, el salmo culmina en una llamada a la confianza, la sabiduría y la alabanza, mostrando que la verdadera felicidad nace del perdón acogido con humildad y vivido con fidelidad.

¿Queréis que os recuerde los diversos caminos de penitencia? Hay ciertamente muchos, distintos y diferentes, y todos ellos conducen al cielo. El primer camino de penitencia consiste en la acusación de los pecados: Confiesa primero tus pecados, y serás justificado. Por eso dice el salmista: Propuse: “Confesaré al Señor mi culpa”, y Tú perdonaste mi culpa y mi pecado. Condena, pues, tú mismo, aquello en lo que pecaste, y esta confesión te obtendrá el perdón ante el Señor, pues, quien condena aquello en lo que faltó, con más dificultad volverá a cometerlo; haz que tu conciencia esté siempre despierta y sea como tu acusador doméstico, y así no tendrás quien te acuse ante el tribunal de Dios. Éste es un primer y óptimo camino de penitencia; hay también otro, no inferior al primero, que consiste en perdonar las ofensas que hemos recibido de nuestros enemigos, de tal forma que, poniendo a raya nuestra ira, olvidemos las faltas de nuestros hermanos; obrando así, obtendremos que Dios perdone aquellas deudas que ante él hemos contraído; he aquí, pues, un segundo modo de expiar nuestras culpas. Porque si perdonáis a los demás sus culpas —dice el Señor—, también vuestro Padre del cielo os perdonará a vosotros,

## Usos

### Judaísmo
- El salmo se recita en Yom Kipur en algunas tradiciones.[16]
- El versículo 8 se encuentra en el "Fundamento del arrepentimiento" recitado en la víspera de Rosh Hashaná .[17]

El Salmo 32 es uno de los diez Salmos del Tikkun HaKlali del Rabino Najman de Breslev.

### Nuevo Testamento
El apóstol Pablo hace referencia a los versículos 1 y 2 del Salmo en Romanos 4: 7–8 , en su explicación de la salvación por fe, no por obras.

### Iglesia católica
Siguiendo a San Benito de Nursia,  la práctica en la Edad Media era que los monasterios recitaran o cantaran este Salmo en los maitines los domingos. Hoy en día, el Salmo 31 se canta o recita en las Vísperas el jueves de la primera semana del ciclo principal de cuatro semanas de oraciones litúrgicas.

## Noas
1. ↑  Una traducción de 1917 de la Jewish Publication Society of America directamente del hebreo al inglés realizada por la Jewish Publication Society se puede encontrar aquí o _A_New_Translation_(JPS_1917)&lang=bi aquí, y una traducción de 1844 directamente de la Septuaginta por L. C. L. Brenton se puede encontrar net/elpenor/greek-texts/septuagint/chapter.asp?book=24&page=31 aquí. Ambas traducciones son de dominio público.

### Lectura adicional
- John Barton, John Muddiman (eds.), The Oxford Bible Commentary , Oxford University Press, 2001, pág. 377.